# NMS Smeul (1888)
NMS Smeul – rumuński torpedowiec z lat 80. XIX wieku, jedna z trzech zbudowanych jednostek typu Năluca. Okręt został zwodowany w 1888 roku we francuskiej stoczni Normand w Hawrze i w tym samym roku wcielono go w skład Marina Regală Română. Jednostka zatonęła na minie u ujścia Dunaju 16 kwietnia 1917 roku.

## Projekt i budowa
Torpedowce 1. klasy typu Năluca zostały zamówione przez Królestwo Rumunii we Francji i powstały w stoczni Normand w Hawrze . Nieznana jest data położenia stępki okrętu, a zwodowany został w 1888 roku.

## Dane taktyczno-techniczne
Okręt był niewielkim torpedowcem o długości całkowitej 36,78 metra, szerokości 3,45 metra i zanurzeniu 0,9 metra . Wyporność normalna wynosiła 56 ton . Jednostka napędzana była przez silnik sprzężony o mocy 540 KM, do którego parę dostarczał jeden kocioł lokomotywowy . Prędkość maksymalna napędzanego jedną śrubą okrętu wynosiła 16 węzłów . Okręt zabierał zapas 7 ton węgla .
Na uzbrojenie artyleryjskie jednostki składały się dwa pięciolufowe działka rewolwerowe Hotchkiss M1873 kalibru 37 mm L/17 . Okręt wyposażony był w dwie dziobowe wyrzutnie torped kalibru 356 mm i minę wytykową .
Załoga okrętu składała się z 20 oficerów, podoficerów i marynarzy .

## Służba
NMS „Smeul” został wcielony do składu Marina Regală Română w 1888 roku . W przeciwieństwie do siostrzanych jednostek „Năluca” i „Sborul”, „Smeul” nie został poddany modernizacji uzbrojenia . Podczas I wojny światowej okręt zatonął u ujścia Dunaju po wejściu na minę 16 kwietnia 1917 roku .